# Deepa Mehta
Deepa Mehta (Amritsar, 1º gennaio 1950) è una regista indiana.

## Biografia
Si è laureata in Filosofia all'Università di Delhi.

## Filmografia
- Sam & Me (1991)
- Camilla (1994)
- Fire (1996)
- Earth (1998)
- Bollywood/Hollywood (2002)
- The Republic of Love (2003)
- Water - Il coraggio di amare (Water) (2005)
- Heaven on Earth (2008)
- I figli della mezzanotte (Midnight's Children) (2013)
- Exclusion (2014)
- Yellowjackets – serie TV, episodio 1x04 (2021)